# William Beaumont
William Beaumont (Lebanon, Connecticut, 21 de noviembre de 1785 - San Luis, 25 de abril de 1853) fue un cirujano estadounidense.
Prestó servicio durante muchos años como cirujano del Ejército de los Estados Unidos. 
En 1825 atendió a un trampero (Alexis St. Martin) cuyo abdomen había sido perforado por una ráfaga de escopeta.: 102  Esa herida cicatrizó mal, creando una fístula gástrica. De manera que las secreciones gástricas podían salir por la fístula. Ese mismo año, Beaumont comenzó a experimentar con Alexis St. Martin investigando los procesos de la digestión gástrica recogiendo las secreciones que salían por la mal curada herida. Beaumont fue la primera persona de la historia en observar cómo ocurría la digestión humana en el estómago. Y demostró que el jugo gástrico contenía ácido clorhídrico, hecho que confirmó su creencia de que la digestión era un proceso químico. También realizó un informe acerca de los efectos de diversos alimentos sobre el estómago y definió a las bebidas alcohólicas como un causante de la gastritis. Todas sus observaciones fueron recogidas en un libro que publicó en 1833: "Experiments and Observations on the Gastric Juice and the Physiology of Digestion."

## Otras lecturas
- Beaumont, W. (junio de  1977). «Nutrition Classics. Experiments and observations on the gastric juice and the physiology of digestion. By William Beaumont. Plattsburgh. Printed by F. P. Allen. 1833». Nutr. Rev. (en inglés) 35 (6): 144-5. ISSN 0029-6643. PMC 2481861. PMID 327355. doi:10.1111/j.1753-4887.1977.tb06570.x.

- Brodman, E. (1964). «Scientific and Editorial Relationships between Joseph Lovell and William Beaumont». Bulletin of the history of medicine 38: 127-32. ISSN 0007-5140. PMID 14132124.

- Cummiskey, R. D.; O'Leary J. P. (August 1996). «William Beaumont». The American Surgeon 62 (8): 690-1. ISSN 0003-1348. PMID 8712571.

- Dubois, A.; Johnson L. F. (December 1985). «William Beaumont: frontier physician and founding father of gastric physiology». J. Clin. Gastroenterol. 7 (6): 472-4. PMID 3910708. doi:10.1097/00004836-198512000-00005.

- Field, W. (December 1985). «An original Beaumont letter». J. Clin. Gastroenterol. 7 (6): 475-6. PMID 3910709. doi:10.1097/00004836-198512000-00006.

- Harré, R. (1981). Great Scientific Experiments. Phaidon (Oxford). p. 39. ISBN 978-0-19-286036-1.

- Mai, F. M. (octubre de 1988). «Beaumont's contribution to gastric psychophysiology: a reappraisal». Canadian Journal of Psychiatry 33 (7): 650-3. ISSN 0706-7437. PMID 3058293.

- Modlin, I. M. (septiembre de 1999). «A gastric sexology: the story of three men and three bottles of gastric juice». J. Clin. Gastroenterol. 29 (2): 111-4. PMID 10478867. doi:10.1097/00004836-199909000-00001.

- Life and Letters of Dr. William Beaumont Jesse S. Myer (editor), C. V. Mosby Company (St. Louis), 1912.
- Nelson, Rodney B. (1990), Beaumont: America's First Physiologist, Geneva, Illinois: Grant House Press.

- O'Leary, J. P. (January 1994). «The identification of the caustic agent in gastric juice». The American Surgeon 60 (1): 79-80. ISSN 0003-1348. PMID 8273980.

- Palmer, W. L. (octubre de 1953). «Centennial of the death of William Beaumont, 1785-1853». Gastroenterology 25 (2): 113-8. ISSN 0016-5085. PMID 13107912.

- Rutkow, I. M. (noviembre de  1998). «Beaumont and St Martin: a blast from the past». Archives of Surgery 133 (11): 1259. PMID 9820364. doi:10.1001/archsurg.133.11.1259.

- Schatzki, S. C. (junio de 1993). «Beaumont and St. Martin». AJR. Am. J. of Roentgenology (en inglés) 160 (6): 1176. ISSN 0361-803X. PMID 8498211. doi:10.2214/ajr.160.6.8498211.

- Smith, A. H. (mayo de 1951). «William Beaumont (21 de noviembre de 1785-25 de abril de 1853)». J. Nutr. (en inglés) 44 (1): 3-16. ISSN 0022-3166. PMID 14851070. doi:10.1093/jn/44.1.1.

- The Case of the Wounded Woodsman and His Dedicated Physician Albert B. Lowenfels, MD; 09/02/2009